# Kám
Kám é um município da Hungria, situado no condado de Vas. Tem 15,3 km² de área e sua população em 2015 foi estimada em 395 habitantes.